# Minions
Minions [ˈmɪnjəns] (englisch für „loyale Diener“, „Gehilfen“, „Lakaien“) ist ein US-amerikanischer 3D-Animationsfilm aus dem Jahr 2015, der von Chris Meledandri und Janet Healy produziert wurde. Der Film ist ein Spin-off von Ich – Einfach unverbesserlich (2010) und Ich – Einfach unverbesserlich 2 (2013). Er wurde von Illumination Entertainment für Universal Pictures produziert. Das Drehbuch wurde von Brian Lynch geschrieben, Regie führten Pierre Coffin und Kyle Balda. Sandra Bullock spricht im Original die Figur der Scarlet Overkill, und Jon Hamm lieh seine Stimme ihrem Ehemann, dem Erfinder Herb Overkill.
Minions ist der erste nicht von Disney produzierte Animationsfilm, der weltweit mehr als eine Milliarde US-Dollar einnahm. Er steht auf Platz 29 (Stand: 19. April 2025) in der Liste der erfolgreichsten Filme. 2022 wurde mit Minions – Auf der Suche nach dem Mini-Boss eine Fortsetzung veröffentlicht.

## Handlung
Minions sind kleine, gelbe Wesen, die schon seit Urzeiten existieren. Vom gelben Einzeller entwickelten sie sich zu einer Lebensform mit nur einem Ziel: den schrecklichsten Schurken der Geschichte zu dienen. Nachdem sämtliche ihrer Meister – ein T-Rex, ein Pharao, Dschingis Khan, Dracula, ein Steinzeitmensch, ein Ritter und Napoleon – durch Missgeschicke ihrerseits getötet worden sind, entscheiden sie, sich von der Welt zu isolieren. Sie leben viele Jahre depressiv in einer Eishöhle, weil ihnen ein Anführer fehlt.
1968 arbeitet Kevin einen Plan aus, wie ein neuer Meister zu finden sei. Ein rebellischer Teenager-Minion namens Stuart meldet sich freiwillig zur Unterstützung, während Bob, der eigentlich noch ein Kind ist, Kevin folgt, obwohl dieser große Bedenken hegt. Nach einer längeren Reise gelangen die drei Minions nach New York City, wo sie erfahren, dass eine Zusammenkunft von Schurken, die sogenannte Villain-Con, bei der Superschurken nach neuen Helfern suchen, in Orlando stattfinden soll. Sie schaffen den weiten Weg nach Orlando, indem sie sich als Anhalter versuchen. Zufällig ist die Familie, die sie nach Orlando mitnimmt, ebenfalls kriminell und will auch die Convention besuchen. Dort gelingt es den Minions, Scarlet Overkill – dem „ersten weiblichen Superschurken der Welt“ – einen Rubin zu stehlen. Diese hat zuvor verkündet, denjenigen zu ihrem nächsten Handlanger zu machen, dem dies gelänge.
Sie nimmt die Minions daraufhin mit zu ihrer Residenz nach London, wo sie ihnen aufträgt, die Krone von Queen Elizabeth II. für sie zu stehlen. Sie macht den Minions klar, dass sie sie töten wird, falls sie versagen. Mit Hilfe der Waffen von Erfinder Herb Overkill, Scarlets Ehemann, gelingt es den Minions, in den Tower of London einzudringen. Die Krone wird jedoch im letzten Moment an die Königin weitergereicht. Deshalb stehlen die Minions die Krone während einer Verfolgungsjagd aus der Kutsche der Königin und werden daraufhin von der Polizei verfolgt. An deren Ende stürzt Bob in der Nähe von Excalibur, das er zur Selbstverteidigung mit Hilfe von Herb Overkills mechanischen Händen ohne große Mühe aus dem Stein zieht. Entsprechend der mythischen Bedeutung des Schwerts wird Bob dadurch zum rechtmäßigen König von England.
Kurz nach seiner Krönung sucht Scarlet wütend die Minions auf und bezeichnet sie als Verräter. Die Minions, die nach wie vor dem größten Schurken dienen wollen, bieten Scarlet die Krone an, sodass Bob zugunsten von Scarlet abdankt. Scarlet verrät die Minions jedoch und sperrt sie in die Folterkammer, wo Herb sie foltern soll. Die verschiedenen Foltergeräte wirken jedoch wegen der für Minions typischen Form und deren Fähigkeiten nicht. Als Herb geht, um der Krönungsfeier seiner Frau beizuwohnen, fliehen sie durch einen Abwasserkanal. In Westminster Abbey stören die Minions die Krönungszeremonie von Scarlet, als sie versehentlich kurz vor der Krönung einen Kronleuchter auf sie fallen lassen. Scarlet schickt einige Gäste der Krönungsfeier, bei denen es sich ebenfalls um Superschurken handelt, los, um die Minions zu töten. Stuart und Bob werden gefangen genommen, während sich Kevin in einer Bar verstecken kann. Als Kevin bemerkt, dass Scarlet Stuart und Bob töten will, bricht er in Herbs Labor ein, wo er eine Maschine auslöst, die ihn übergroß macht und gleichzeitig die Overkill-Residenz zerstört.
Währenddessen entdeckt die im ewigen Eis gebliebene Minions-Sippschaft ein paar Yetis, für deren Anführer sie zu arbeiten beginnen. Auch dieser kommt bei einem ihrer Missgeschicke ums Leben. Daraufhin werden die Minions von den Yetis wütend verfolgt und verlassen den Kontinent. Sie gelangen schließlich nach vielen Schwierigkeiten mit einem Flugzeug ebenfalls nach England. Kevin gelingt es inzwischen, seine Freunde vor der Exekution zu retten, wobei Scarlet ihn in einen Kampf verwickelt. Die nachgefolgten Minions erreichen währenddessen London und ziehen durch die Straßen, um Kevin zu finden. Durch ihr Eintreffen ist Scarlet abgelenkt, und Kevin gelingt es, sie wegzuschubsen. Die Superschurkin versucht mithilfe ihrer Kleid-Rakete mit Herb zu entkommen, aber der immer noch riesige Kevin hält sie fest, ehe die Rakete explodiert und scheinbar alle drei sterben. Doch Kevin, auf Originalgröße zurückgeschrumpft, landet sicher, wobei er seine immer noch übergroße Latzhose als Fallschirm benutzt.
Elisabeth II. ist schließlich wieder die gekrönte Königin von England und empfängt Kevin, Stuart und Bob vor der anwesenden Bevölkerung. Plötzlich zeigt sich, dass Scarlet überlebt hat. Sie reißt der Queen die Krone vom Kopf und versucht gemeinsam mit ihrem Mann Herb zu entkommen. Die beiden werden aber vom noch jungen Gru gestoppt, der Scarlet und Herb mit seinem Gefrierstrahler einfriert und selbst die Krone stiehlt. Die Minions sehen Gru als ihren neuen Anführer und folgen ihm.

## Synchronisation
Die Synchronisation übernahm die FFS Film- & Fernseh-Synchron GmbH in Berlin. Frank Schaff schrieb das Dialogbuch und führte die Dialogregie.
| Rolle                    | Originalsprecher   | Deutsche Synchronsprecher |
| ------------------------ | ------------------ | ------------------------- |
| Scarlet Overkill         | Sandra Bullock     | Carolin Kebekus           |
| Herb Overkill            | Jon Hamm           | Sascha Rotermund          |
| Sir Kevin, der Minion    | Pierre Coffin      | –                         |
| Bob, der Minion          | Pierre Coffin      | –                         |
| Stuart, der Minion       | Pierre Coffin      | –                         |
| Minions                  | Chris Renaud       | –                         |
| Tina                     | Katy Mixon         | Friedel Morgenstern       |
| Queen Elizabeth II.      | Jennifer Saunders  | Ulrike Möckel             |
| Fabrice                  | Dave Rosenbaum     | Christian Gaul            |
| Dumo, der Sumo-Bösewicht | Hiroyuki Sanada    | Matti Klemm               |
| Madge Nelson             | Allison Janney     | Christin Marquitan        |
| Walter Nelson            | Michael Keaton     | Pierre Peters-Arnolds     |
| Ticket-Kontrolleurin     | Laraine Newman     | Luise Lunow               |
| SheBot                   | Peter Serafinowicz |                           |
| Gru (jung)               | Steve Carell       | Oliver Rohrbeck           |
| Professor Flux           | Steve Coogan       | Marcus Off                |
| Turmwächter              | Steve Coogan       | Uli Krohm                 |
| Erzähler                 | Geoffrey Rush      | Erich Räuker              |
| VNC-Ansager              | Michael Beattie    | Tobias Lelle              |
| Walter Nelson Junior     | Michael Beattie    | Tobias Müller             |
| Königlicher Berater      | Alex Dowding       | Claudio Maniscalco        |
| News-Reporter            | Paul Thornley      | Rainer Fritzsche          |

### Sprache der Minions
Die Minions sprechen in dem Film eine fiktive Sprache mit teils erfundenen Wörtern, aber auch vielen Begriffen, die aus verschiedenen Sprachen entliehen wurden, unter anderem aus dem Spanischen, Koreanischen, Chinesischen und Filipino. Obwohl die Sprache unsinnig scheint, werden die englischsprachigen Wörter der Originalversion in die jeweilige Zielsprache synchronisiert, um sie besser verständlich zu machen.

## Soundtrack
Der offizielle Soundtrack zum Film wurde am 10. Juli 2015 von Back Lot Music veröffentlicht. Er enthält unter anderem auch die Originalfilmmusik, die von Heitor Pereira komponiert wurde.
Titelliste:
1. Happy Together
2. Minions Through Time
3. Kevin, Stuart and Bob
4. Minions Run Amok
5. Tortellini
6. The VNC
7. Minions in the U.S.A
8. Scarlet Overkill
9. Ruby Fight
10. Make ’Em Laugh
11. Scarlet’s Fortress
12. Traveling Tribe
13. Tower of London
14. Hair
15. Fighting the Crown Keeper
16. King Bob
17. (Theme From) The Monkees
18. Dungeon Mayhem
19. Goodbye Fabrice
20. Minion Mission
21. Sneaking In
22. King Kong Kevin
23. Our Hero Is Back
24. Minions Victory
25. Greatest Renegade Unveiling (GRU)
26. Universal Fanfare (von den Minions gesungen)
27. Happy Together
28. I’m a Man
29. You Really Got Me
30. My Generation
31. Mellow Yellow
32. Revolution (von den Minions gesungen)

## Produktion
Im Herbst 2014 wurde der erste Trailer des Films veröffentlicht. Anfang 2015 folgte ein zweiter Trailer, in dem erstmals Scarlet Overkill, die Superschurkin des Films, zu sehen ist. Im späten Frühjahr 2015 folgte eine dritte Vorschau, die unter anderem zeigt, wie die Minions versuchen, die Krone der englischen Königin zu stehlen. Ursprünglich war der Start des Films für Dezember 2014 geplant, der Termin wurde jedoch auf Mitte 2015 verschoben, da Universal Pictures auf einen Erfolg als Sommerfilm hoffte.
Der Film feierte am Abend des 11. Juni 2015 in London Weltpremiere und wurde am 18. Juni beim Festival d’Animation Annecy präsentiert. In Großbritannien fand die Veröffentlichung schon am 26. Juni 2015 statt, in den Vereinigten Staaten kam der Film am 10. Juli 2015 in die Kinos. Kinostart in Deutschland war am 2. Juli 2015.

## Einspielergebnis
In Deutschland erhielt Minions am Startwochenende auf Anhieb einen Bogey für mehr als 1000 Zuschauer pro Filmkopie. Rund 925.000 Besucher sahen den Film und sorgten für ein Einspielergebnis von ca. 8,7 Mio. Euro. Nach Besuchern waren 2015 nur Fack ju Göhte 2 (2,1 Mio. Besucher) sowie Fast & Furious 7 (1,33 Mio. Besucher) und Fifty Shades of Grey (1,35 Mio. Besucher) am ersten Wochenende erfolgreicher, wobei nach Umsatz auch Jurassic World und Avengers: Age of Ultron besser abschnitten. Darüber hinaus ist Minions deutlich erfolgreicher als der Vorgängerfilm Ich – Einfach unverbesserlich 2 (2013), der mit 521.000 Besuchern angelaufen war. Nach 48 Tagen hatte der Film sechs Millionen Besucher und sicherte sich damit die Goldene Leinwand mit Stern. Bis zum 25. Oktober 2015 wurden 6.832.918 Besucher an den deutschen Kinokassen gezählt. Der Film belegt damit nach Besucherzahlen Platz 2 in seinem Erscheinungsjahr. Das internationale Einspielergebnis liegt derzeit bei ca. 1,159 Mrd. US-Dollar. Damit liegt der Film in der Liste der erfolgreichsten Filme aktuell auf Platz 29 (Stand: 19. April 2025).

## Merchandising
Schon kurz vor dem Filmstart erschienen das Buch zum Film und der Minions-Soundtrack. Anschließend folgte das erste Heft einer neuen Minions-Comicreihe, die von Titan Comic herausgegeben wird. Die Minions wurden auch als Überraschungsei-Figuren hergestellt und außerdem von McDonald’s als Happy-Meal-Überraschung verwendet.

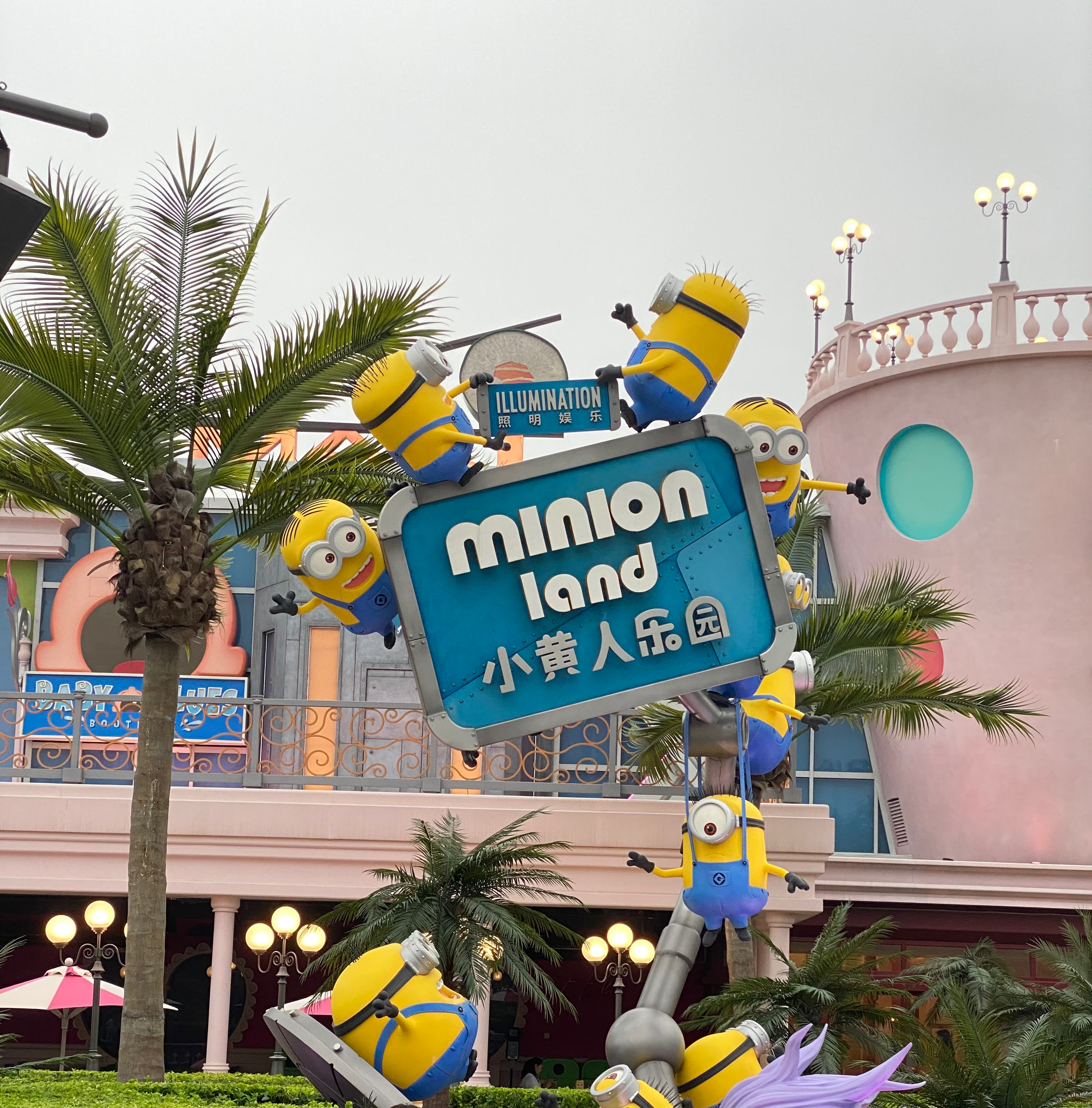
Universal Beijing Resort Minions Paradise

## Minions-Figuren in Themenparks
Die Figuren sind Bestandteil der Themenparks Universal Studios Florida (USA), Universal Studios Hollywood (USA), Universal Studios Beijing (China), Universal Studios Japan und Universal Studios Singapur sowie des Kinderlandbereichs von Territorio ArtLanza (Spanien).

## DVD- und Blu-ray-Veröffentlichung
Der Film wurde am 12. November 2015 in Deutschland auf DVD und Blu-ray veröffentlicht. Die Blu-ray enthält dabei neben dem normalen Kinofilm noch drei neue Minions-Kurzfilme, deren Titel Cro Minion, Competition und Binky Nelson schnullerlos lauten. Außerdem erschien ein Box-Set, das die ersten beiden Teile der geplanten Trilogie Ich – Einfach unverbesserlich sowie den Minions-Film enthält.

## Auszeichnungen und Nominierungen
| Auszeichnung                       | Kategorie                     | Nominierte & Preisträger  | Ergebnis  | Quelle |
| ---------------------------------- | ----------------------------- | ------------------------- | --------- | ------ |
| People’s Choice Award (2016)       | Favourite Family Movie        | Minions                   | Gewonnen  | [ 22 ] |
| People’s Choice Award (2016)       | Favorite Movie Animated Voice | Sandra Bullock            | Nominiert | [ 23 ] |
| British Academy Film Awards (2016) | Best Animated Film            | Pierre Coffin, Kyle Balda | Nominiert |        |

## Trivia
- Als die riesige Minions-Gemeinschaft wie die Lemminge von Kontinent zu Kontinent eilt, marschieren sie zwischendrin durch ein Filmstudio, in dem gerade Filmaufnahmen der ersten bemannten Mondlandung 1969 gemacht werden. Dabei spielt der Animationsfilm Minions auf die Verschwörungstheorie an, die damalige Mondlandung habe nie stattgefunden, sondern sei von der NASA und der US-Regierung lediglich durch inszenierte Filmaufnahmen vorgetäuscht worden.
- In der Szene, in der die drei Minions Kevin, Stuart und Bob in der Kanalisation unter London wieder nach oben klettern, laufen sie durch einen Gullydeckel der Popband The Beatles in die Füße, die gerade über den Zebrastreifen in der Abbey Road für das Plattencover des gleichnamigen Beatles-Albums von 1969 gehen. Dazu erklingen einige instrumentale Takte des Songs Love Me Do.